# Fulmentum sepimentum
Fulmentum sepimentum is een slakkensoort uit de familie van de Pseudolividae. De wetenschappelijke naam van de soort is voor het eerst geldig gepubliceerd in 1832 door Rang.